# Милан Узелац (генерал)
Милан Узелац (Комаром, 26. августa 1867 — Загреб, 7. јануара 1954) је био ваздухопловац, генерал, командант Ратног ваздухопловства Аустроугарске војске. После распада Аустроугарске, 1920. године, ступио је у Војску Краљевине СХС, а јула 1920. године, постављен је за начелника новоформираног Одељења за ваздухопловство при Министарству војске и морнарице.
За време Другог светског рата био је један од водећих личности Зракопловства НДХ.

## Биографија
Милан Узелац, рођен је 26. августa 1867. године у Комарну у Мађарској, где му се отац аустроугарски официр затекао са службом. Основно школовање и реалну гимназију је завршио у Карловцу, а потом и Техничку војну академију у Бечу. Од 1888. године. службовао је као технички официр у Пули, Трсту и Задру. У то време је завршио студије електротехнике и поморску академију и стекао чин поручника трговачке морнарице, а као полиглота научио је осам језика. Све време своје службе до краја Првог светског рата службовао је у Аустроугарској војсци, где је напредовао до чина генерал-мајора. Након распада Аустроугарске монархије настанио се у Петрињи, на територији нове државе Краљевине Срба, Хрвата и Словенаца/(Југославије), а у њено ваздухопловство се укључио 1919. године, а пензионисан је марта 1923. године. Средином 30.-тих година 20. века, преселио се у Загреб у коме је живео до краја живота. Почетком Другог светског рата, када је на територији Југославије формира фашистичка творевина НДХ (Независна Држава Хрватска), генерал Узелац је прихватио учешће у војсци те државне творевине. Умро је 7. јануара 1954. године у Загребу у 87 години живота, а сахрањен је на загребачком гробљу Мирогој.

## Служба у Аустроугарској војсци
Милан Узелац је почео војну службу у Аустроугарској монархији 1888. години, после завршетка војне академије. У току службовања и Пули, Трсту и Задру, унапређен је у чин поручника, а затим и капетана. У чин капетана 2. класе је унапређен 1898. године, а две године касније је као Генералштабни инжењер корпуса пребачен са службом и Клагенфурт (Целовац) где је 1908. године постао мајор. Свестрано технички образован заинтересовао се за ваздухопловство и закључио је да то није само спорт за богате него да има велики војни потенцијал. Од 1910. године, интензивније се бави ваздухопловством а кад су се престолонаследник Франц Фердинанд и начелник генералштаба Конрад фон Хоецендорф почели бавити реформом оружаних снага Аустроугарске, 1911. године, формирано је и ратно ваздухопловство. Захваљујући самопрегорном раду 1. маја 1912. године Милан Узелац је у чину потпуковника био постављен за првог команданта аустроугарског ратног ваздухопловства. Брзо се обучио и за пилота, па је већ 23. августа 1912. године добио пилотску диплому са редним бројем 69 (Diplom österreich. Aero Club), прелетео планински масив Снежник, а у априлу 1913. без успутног слетања, прелетео је растојање од Фишаменда до Новог Сада (око 400 km), што се у то време сматрало великим подухватом.
Почетни кораци у формирању аустроугарског ваздухопловства су били тешки, Милан Узелац је имао на располагању само неколико официра који су приватно завршили школу летења, а недостајала су финансијска средства, авиони и остали ваздухопловни материјали, у то време су у целој Аустроугарској, постојале су две фабрике авиона (занатског типа) које ни изблиза нису могле да подмире потребе ваздухопловства па су се авиони увозили из Немачке. Међутим, највећи проблем је био неразумевање највишег командног кадра у аустроугарској војсци за овај вид оружаних снага, што није било чудно с обзиром на конфузију око војне доктрине, која није тада била рашчишћена, којим путем ће кренути ваздухопловство: балони, дирижабли или авиони. У току лета 1912. године Милан Узелац је организовао аеро-митинг у Бечком Новом Месту којем је присуствовао и сам цар Франц Јозеф који је био веома импресиониран оним што је видео тако да је ваздухопловство добило после тога више новчаних средстава и бољи третман него до тада, а сам Узелац је био одликован крстом за војне заслуге.
Током Првог светског рата Милан Узелац је успео да у Аустроугарској организује индустријску производњу авиона и мотора (на крају рата Аустроугарска је имала 10 фабрика авиона а од 1916. године је престала да увози немачке авионе), ваздухопловни арсенал у Бечу и неколико пилотских и извиђачких школа. За време његовог командовања аустроугарско ваздухопловство је нарасло у озбиљан и самосталан род војске у чијем је саставу било 74 ескадриле са 533 авиона и 27 балонских чета. Аустроугарско ваздухопловство је ратовало на три фронта: источном (руском), италијанском и балканском ратишту. У мају месецу 1918. године М. Узелац је унапређен у чин генерал-мајора, а био је и одликован бројним аустроугарским одликовањима.
И поред неоспорних личних заслуга за развој војног ваздухопловства у Аустроугарској, генерал Милан Узелац је у септембру 1918. године смењен са положаја команданта аустроугарског ваздухопловства, да би после распада Аустроугарске монархије био пензионисан.

## Службовање у Краљевини СХС/Југославији
После Првог светског рата Милан Узелац се настанио у Петрињи, на територији нове државе Краљевине Срба, Хрвата и Словенаца, али се није одмах укључио у њено ваздухопловство. Ситуација у новонасталој земљи је била несређена, мировни уговори између зараћених страна нису били потписани па је током зиме 1918. и лета 1919. године долазило до ратних операција између Аустрије и Краљевине СХС на демаркационој линији у којима су поред сувоземних снага, учествовало и ратно ваздухопловство. Паралелно са ратним операцијама на корушком фронту одвијала се Париска мировна конференција 1919. која је трајала од 18. јануара 1919. до 21. јануара 1920. године и којом су дефинисане границе и потписани мировни уговори. Тек када је крајем 1919. и почетком 1920. ситуација у земљи колико толико сређена, Министарство војске и морнарице Краљевине СХС је схватило да се организација војног ваздухопловства мора усагласити са потребама укупне војне силе. Као најповољнија личност за израду плана реорганизације војног ваздухопловства био је генерал Милан Узелац, с обзиром на његово огромно искуство у овој области. Поред плана реорганизације Милан Узелац се обавезао да у виду посебног документа, предложи свеобухватне мере за његово спровођење у дело.
Мемоар је био завршен већ у фебруару месецу 1920. године а затим је М. Узелац у Главном генерал штабу у Београду образлагао све елементе плана реорганизације посебно истичући са којим се све материјалним издацима мора суочити држава уколико жели савремено рационално и ефикасно војно ваздухопловство. Лоша економска ситуација у земљи после исцрпљујућег рата и сложене војно политичке околности, нису омогућавале да се план М. Узелца у потпуности примени, па је Главни генералштаб израдио нови скромнији и прихватљивији план развоја војног ваздухопловства који је требало спровести у наредне четири године. Господину Узелцу је понуђена реализација овог плана и он се тога прихватио тако да је августа месеца 1920. године реактивиран у генералском чину и постављен за начелника новоформираног Одељења за ваздухопловство при Министарству војске и морнарице. У надлежности овог одељења били су војно, поморско и цивилно ваздухопловство.
На новом послу је генерал Милан Узелац исказао све своје квалитете и енергију иницирао је и допринео доношењу бројних правила и прописа којима се унапредила организација и функционисање војног ваздухопловства. Формирао је две ваздухопловне команде у Новом Саду и Мостару, ваздухопловни арсенал и Петроварадину, унапредио ваздухопловно школство формирајући извиђачку школу, ђачку чету и школу за авио-механичаре. Допринео је изради нове ваздухопловне доктрине и иницирао и подстакао развој домаће авио-индустрије. Пензионисан је августа месеца 1923. године али је и даље радио у корист југословенског ваздухопловства. Као сарадник и акционар фирме Икарус захваљујући својим добрим пословним везама набављао је ваздухопловни репрометеријал из Аустрије и дрвену грађу из Босне и у више наврата је био члан управног одбора Икаруса. Ова сарадња је трајала све до 1941. године када је прекинута Другим светским ратом.

## Службовање у НДХ
Одмах по формирању квислиншке творевине НДХ априла месеца 1941. године генерал Узелац је прихватио понуду усташког режима да у чину почасног генерала помогне формирању и организовању ваздухопловства НДХ. Његов ангажман је трајао до 25. новембра 1941. године када је послан у пензију. Усташком режиму је било потребно да има једног угледног Србина са тако високим чином и то је коришћено у пропагандне сврхе. Од самог почетка заповедник свих ваздушних снага је био пуковник Владимир Крен, који је као капетан прве класе Југословенског краљевског ваздухопловства 4. априла 1941. побегао авионом у Грац и ставио се на располагање Немцима. После ослобођења му је суђено као ратном злочинцу.